# Alexander Mitchell Kellas
Alexander Mitchell Kellas (* 21. Juni 1868 in Aberdeen; † 5. Juni 1921 bei Kampa Dzong, Tibet) war ein schottischer Chemiker, Entdeckungsreisender und Bergsteiger, der vor allem für seine Beiträge zur Höhenmedizin bekannt ist, aber auch eine Rolle in der Besteigungsgeschichte des Mount Everest spielte. Kellas gelangen zwischen 1907 und 1921 im Grenzgebiet zwischen Sikkim und Tibet mehrere Erstbesteigungen. Die wichtigste Besteigung ist die des 7128 Meter hohen Pauhunri, den er im Juni 1911 gemeinsam mit zwei namentlich nicht bekannten Sherpas bezwang. Bis zur Besteigung des Pik Lenin im September 1928 im Rahmen der deutsch-sowjetischen Alai-Pamir-Expedition war dies der höchste bestiegene Gipfel weltweit. Kellas wurde aufgrund seiner hervorragenden Gebietskenntnisse Mitglied der ersten britischen Expedition zum Mount Everest, die die Bedingungen für einen Aufstieg erkunden sollte. Er starb an einem Herzversagen, noch bevor die Expedition in das engere Gebiet um den Mount Everest vorgedrungen war.
Kellas war immer davon überzeugt, dass es Bergsteigern mit herausragender physischer und mentaler Kondition gelingen könne, den Mount Everest ohne zusätzlichen Sauerstoff zu besteigen. Seine Überzeugung wurde 1978 durch Reinhold Messner und Peter Habeler bestätigt.

## Leben
Der in Aberdeen geborene Kellas verbrachte schon als Heranwachsender viel Zeit mit Klettern auf dem Ben Macdui, dem zweithöchsten Berg Schottlands, und anderen Bergen der Cairngorms, einer Berggruppe der Grampian Mountains im Nordosten Schottlands. Er studierte in Edinburgh, in London am University College London und in Heidelberg und lehrte als Dozent an der Middlesex Hospital Medical School von 1900 bis 1919 Chemie. Zwischen 1907 und 1921 führte Kellas acht große Expeditionen nach Asien durch. Dabei reiste er überwiegend als einziger Europäer begleitet von nur wenigen nepalesischen Trägern.
Da Kellas als zu alt für den aktiven Kriegsdienst eingestuft wurde, arbeitete er während des Ersten Weltkrieges gemeinsam mit John Scott Haldane für das britische Luftfahrtministerium, für das er seine Untersuchungen zu den Auswirkungen von großen Höhen auf den menschlichen Körper fortsetzte. Diese Untersuchungen hatten eine neue Dringlichkeit angenommen, da die Piloten des Royal Flying Corps mit ihren Flugzeugen mittlerweile in Höhen vordrangen, die zu Beginn des Ersten Weltkrieges noch nicht vorstellbar waren.
Der zutiefst patriotische Kellas gehörte zu den Personen, für die der Mount Everest den „dritten Pol“ darstellte. Am 22. Februar 1916 schrieb er an seinen späteren Expeditionskollegen Sandy Wollaston:

„Wir haben die Pole verfehlt, nachdem wir mehr als 300 Jahre die Meere beherrscht haben, und wir werden ganz sicher nicht die Chance verstreichen lassen, das Gebiet rund um den Mount Everest zu erkunden, nachdem wir für mehr als 160 Jahre die dominierende Macht in Indien waren […]. Ich wäre stolz, mit zwei bis 10 Trägern dahin zu gehen, ja sogar solo zu gehen, um dieses bisschen Erkundung für Großbritannien zu sichern.“

Karte der Region östlich des Mount Everest. Die rot gepunktete Linie zeigt den Weg der Erkundungsexpedition des Jahres 1921, deren Vorgehen wesentlich auf Gebietskenntnissen von Kellas beruhte.

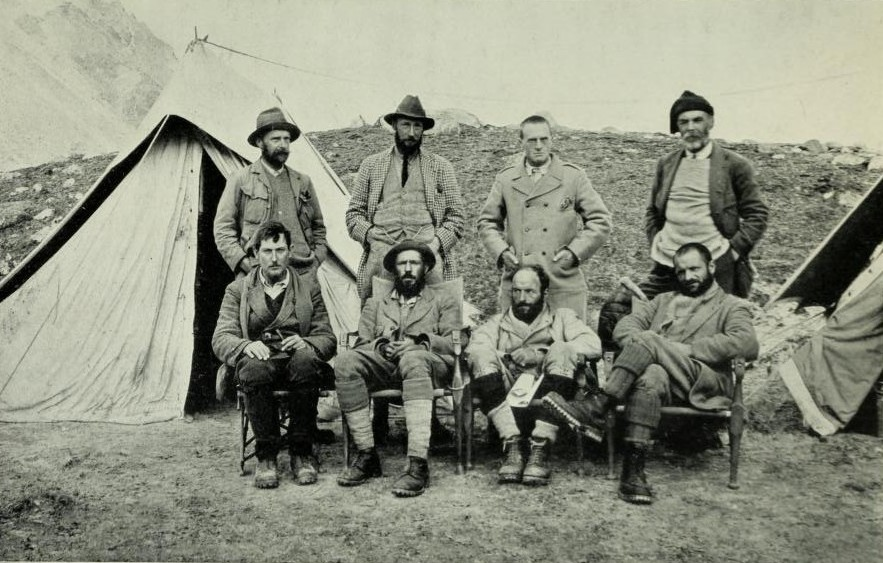
Mitglieder der britischen Expedition von 1921
Stehend: Wollaston, Howard-Bury, Heron, Raeburn
Sitzend: Mallory, Wheeler, Bullock, Morshead

Aufgrund seiner Zusammenarbeit mit den Sherpas wurde Kellas auch sehr früh bewusst, dass der Weg zum Everest über Kampa Dzong führte. Kampa Dzong konnte von Sikkim aus erreicht werden, wenn man dem Flusstal der Tista folgte. Von Kampa Dzong führte der Weg nach Nordwesten, wo man den Fluss Arun, eines der wesentlichen Hindernisse auf dem Weg zum Everest, überqueren konnte.  Folgte man dann dem Arun, erreichte man das Kharta-Tal östlich des Mount Everest, dem man bis zum Langma La folgte. Über diesen Pass gelangte man ins Kama-Tal und konnte von da aus die Kangshung-Flanke des Everest erreichen. Es war eine Route, die traditionell von Hirten genutzt wurde, die ihre Herden auf die Sommerweiden unterhalb des Mount Everest trieben, die bislang jedoch noch nie von Europäern genutzt worden war. Von Kellas beauftragte Sherpas hatten jedoch sogar schon den Rabkar-Gletscher östlich des Langma La fotografiert. Kellas hatte umfangreiche Pläne ausgearbeitet, wie man gegebenenfalls auch ohne Genehmigung tibetischer Behörden in diese Region eindringen konnte. Unter anderem wollte er durch Sherpas, denen er vertraute, Depots mit Lebensmitteln und Ausrüstungsgegenständen in den unbewohnten Tälern westlich des Kangchendzönga-Gletschers anlegen lassen. Kellas vertraute diese Route unter anderem seinem Freund John Noel an, mit dem er vereinbarte, mit ihm nach Ende des Ersten Weltkrieges auf diesem Weg ins Gebiet vorzudringen.
Die Pläne für eine Erkundung des Gebietes rund um den Mount Everest wurden 1919 wieder aufgenommen. Am 10. März 1919 berichtete John Noel auf einer Zusammenkunft der Royal Geographic Society von seinen Erkundungen aus dem Jahr 1914 in dieser Region und er griff das auf, was Kellas schon 1916 geschrieben hatte:

„Nun da die Pole erreicht sind, erscheint die Erforschung und Vermessung des Mount Everest als die nächstwichtige Aufgabe.“

Die Genehmigung des Dalai Lama für eine Erkundung und mögliche Besteigung des Mount Everest lag im Januar 1921 vor. Kellas befand sich seit Juni 1920 bereits im Gebiet von Darjeeling, um eine Reihe wissenschaftlicher Experimente zur Nutzung von Sauerstoffflaschen durchzuführen. Er schloss sich ohne Rückkehr nach Großbritannien der Expedition an.
Kellas wurde trotz seines Alters von 53 Jahren zum Expeditionsmitglied gewählt, weil er mehr Erfahrung im Bergsteigen in Höhenlagen als jeder andere zeitgenössische Bergsteiger hatte und die Bedingungen rund um den Mount Everest besser als jeder andere kannte. Er hatte die Sherpas als die geeignetsten Träger identifiziert und kannte sich mit den Auswirkungen von Höhenlagen und Sauerstoffmangel wie nur wenige andere aus. Noch während in London die Expedition zusammengestellt wurde, testete er während einer Klettertour am Kamet die für die Expedition ausgewählte Primusherde und befand sie als für Höhenlagen nicht geeignet. Wade Davis nennt es in seiner Geschichte der ersten drei britischen Expeditionen an den Mount Everest trotzdem eine fatale Entscheidung der Expeditionsleitung, Kellas zum Mitglied zu ernennen. Kellas war mit seinen 53 Jahren nicht mehr in einer geeigneten körperlichen Verfassung für die Herausforderungen, die vor den Expeditionsteilnehmern lagen.
Kellas traf im Mai 1921 mit einem Teil des Expeditionsteam zusammen und war, wie George Mallory in einem Brief berichtete, zu dem Zeitpunkt von einer Darminfektion so geschwächt, dass er zeitweilig in einer Sänfte getragen werden musste. Kellas, der über seine körperliche Verfassung sehr niedergeschlagen war, weigerte sich jedoch, in Pagri zurückzubleiben. In den nächsten Tagen verbesserte sich seine Verfassung zwar zeitweilig wieder. Es wurde aber zunehmend deutlich, dass er zu schwach war, um mit der Expedition in das unmittelbare Gebiet rund um den Mount Everest zu reisen. Sandy Wollaston und Expeditionsleiter Howard-Burg entschieden deshalb, dass man Kellas nach Darjeeling zurückbringen werde, sobald Kampa Dzong erreicht war. Kurz vor Kampa Dzong starb Kellas jedoch. Nach Wollastones Einschätzung war Ursache ein Herzversagen, das durch Kellas’ vollständige körperliche Erschöpfung ausgelöst worden war. Am 6. Juni 1921 wurde Kellas an einem Hang südlich von Kampa Dzong beerdigt.
Die Expeditionsteilnehmer verarbeiteten den Tod von Kellas unterschiedlich. Edward Wheeler nahm nicht an dessen Beerdigung teil und begründete dies damit, er sei davon ausgegangen, dass diese erst am Nachmittag stattfinden würde. Zu den Expeditionsteilnehmern, die Kellas’ Tod sehr erschütterte, zählte George Mallory. Nachdem das Expeditionsteam der von Kellas vorgeschlagenen Route entlang des Arun gefolgt war, bestieg George Mallory gemeinsam mit Guy Bullock einen 6900 Meter hohen Berggipfel westlich des Rongbuk-Gletschers. Mallory wollte den Gipfel zu Ehren von Kellas Mount Kellas taufen, letztlich setzte sich aber der tibetische Name Ri-Ring für diesen Berg durch. Als unmittelbare Folge des Todes von Kellas wurde der ebenfalls erkrankte Harold Raeburn von Kompa Dzong aus nach Nepal zurückgeschickt.

## Einfluss

### Höhenmedizin

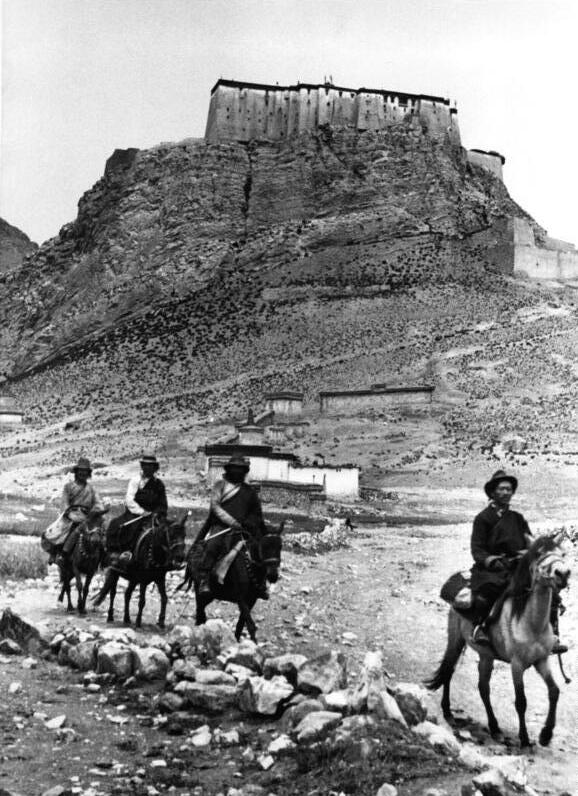
Kampa Dzong, 1938. Kellas verstarb 1921 in der Nähe dieses Ortes, der ein wesentlicher Meilenstein auf dem Weg zum Mount Everest war.

Kellas’ Beobachtungen zur Höhenkrankheit hatten direkten Einfluss auf die Himalaya-Expeditionen in den ersten Jahrzehnten des 20. Jahrhunderts. Die Symptome dieser Krankheit, zu denen neben Kopfschmerzen auch Appetitverlust, Übelkeit, Erbrechen, Müdigkeit, allgemeiner Schwäche, Atemnot, Schwindel, Benommenheit, Ohrensausen und Schlafstörungen gehören, waren erstmals von Jesuiten beschrieben worden, die im 17. Jahrhundert den Himalaya erreichten.  Sie schrieben diese den Auswirkungen von giftigen Pflanzen und ausströmenden Gasen zu. Erst 1878 wurde die verringerte Sauerstoffaufnahme des menschlichen Körpers in hohen Lagen als Ursache entdeckt, jedoch setzte sich diese Erkenntnis nur sehr langsam durch und war zu Lebzeiten Kellas’ noch nicht allgemein akzeptiert. Auf Grund seiner Messungen und Beobachtungen kam er zu dem Schluss, dass Müdigkeit, Kälte und nicht ausreichender Schlaf zwar Faktoren waren, die zum Auftreten einer Höhenkrankheit beitrugen, dass jedoch immer Sauerstoffmangel der ausschlaggebende Faktor war. Kellas war der Auffassung, dass der menschliche Körper zu einem bestimmten Grad in der Lage sei, sich Höhenlagen anzupassen: Auf dem 4301 Meter hohen Pikes Peak in Colorado kollabierten häufig Touristen, die vom Tal aus mit der seit 1891 bestehenden Zahnradbahn auf den Gipfel gelangten. Dagegen gab es in Tibet in dieser Höhenlage Dörfer, deren Bewohner offensichtlich an keinen Beeinträchtigungen durch diese Höhe litten. Kellas kam zu dem Schluss, dass der menschliche Körper bis in Höhenlagen von etwa 7100 Meter sich allmählich an den dort herrschenden Sauerstoffmangel gewöhnte und anpasste. In Höhenlagen darüber führte ein längerer Aufenthalt zu einer Beeinträchtigung der körperlichen Fitness. Trotzdem war er der Überzeugung, dass Gipfel in solchen Lagen besteigbar waren: Bergsteiger durften sich nicht zu lange in dieser Zone aufhalten, eine erfolgreiche Besteigung von Gipfeln in diesen Höhen setzte voraus, dass der Gipfelauf- und -abstieg schnell erfolgte.

### Sherpas
1907 rekrutierte Kellas als einer der ersten Sherpas als Träger für seine Unternehmungen und war beeindruckt von ihren  Leistungen. Er lobte nicht nur ihre körperliche Stärke, sondern auch ihre Gemütsart, ihr Verhalten und ihren Mut.
Da Kellas während der Vorbereitungszeit auf die erste britische Expedition nicht selbst nach Tibet einreisen konnte, bildete er einen oder mehrere seiner Sherpas im Umgang mit seiner Kamera aus und sandte sie los, um Teile der Strecke zu fotografieren. Als sie nach Sikkim zurückkehrten, brachten sie Kellas unter anderem zwei Panoramaaufnahmen des Rabka-Gletschers unweit der Kangshung-Seite des Everest mit.
Sherpas, deren Dienste während der ersten britischen Everest-Expeditionen auf Grund ihrer Befürwortung durch Kellas in Anspruch genommen wurden, wurden auch später immer wieder als Hilfskräfte für Hochgebirgsexpeditionen eingesetzt, vor allem als Träger, aber auch als Bergführer, Kundschafter oder Köche. Innerhalb weniger Jahre erarbeiteten sie sich einen Ruf für hervorragende Leistungen im Hochgebirge, insbesondere am Mount Everest.